# Maria Jane Williams
Maria Jane Williams (c.1795 - 10 de noviembre de 1873) fue una folclorista y música galesa, más conocida por su trabajo con canciones medievales como Y Deryn Pur (La dulce paloma) y Y Ferch o'r Sger.

## Biografía

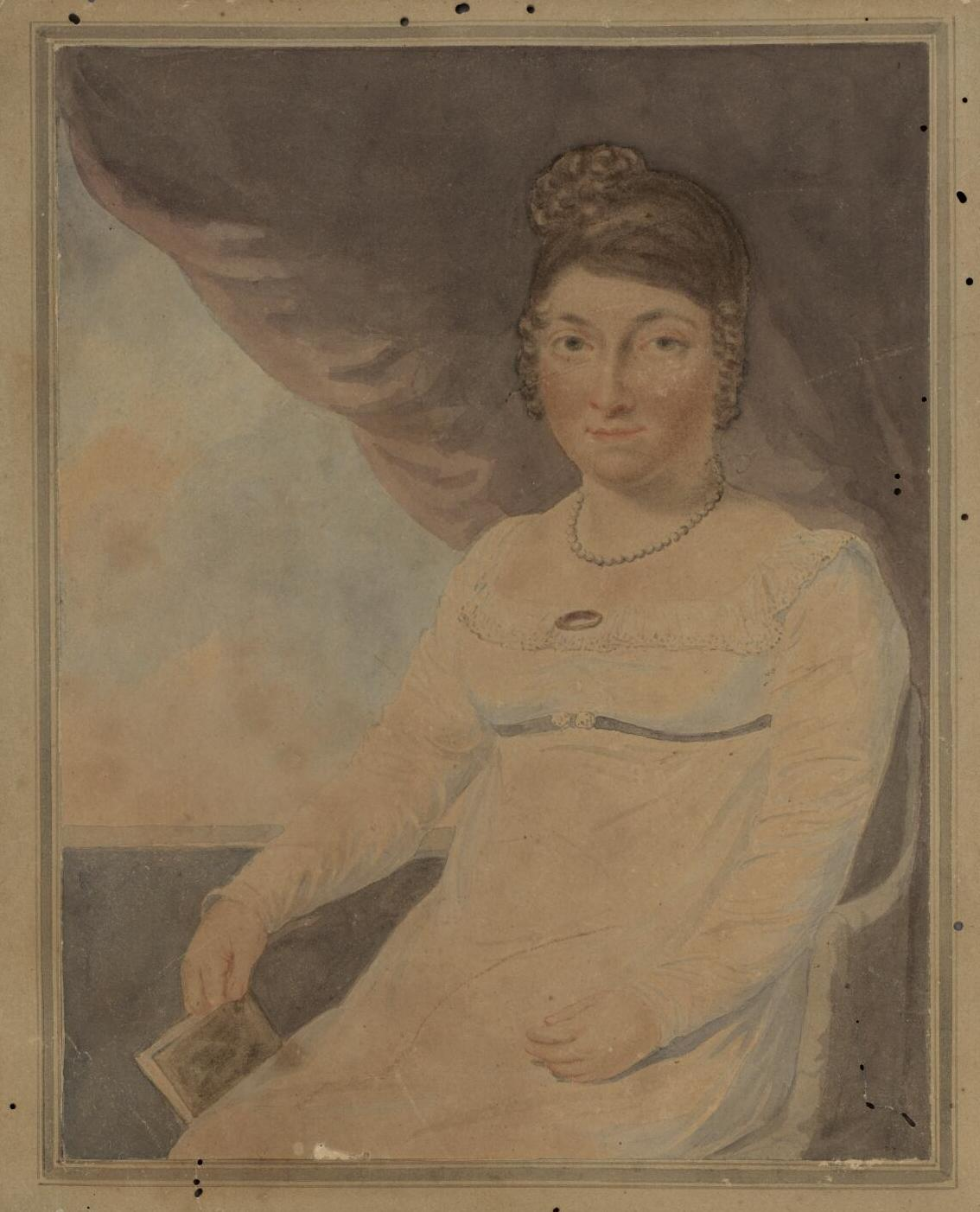
Retrato de Maria Jane Williams, ca. 1815.

Maria Jane Williams habría nacido entre 1794 y 1795 en Aberpergwm, Glynneath. Era la segunda hija de Rees Williams (f. 1812), oriundo de Aberpergwm, en el valle de Neath, Glamorganshire, y de Ann Jenkins, originaria de Fforest Ystradfellte. Vivió durante un tiempo en Blaen Baglan y luego se mudó a Ynys-las, cerca de Aberpergwm. 
Williams tuvo acceso a la educación y era una firme defensora del idioma galés y de las tradiciones de su país, además de tener conocimientos profundos sobre música. Fue reconocida por su canto y tocaba la guitarra y el arpa con destreza. Su profesor fue el célebre arpista Parish-Alvars. Henry Fothergill Chorley se referiría a ella como "la cantante no profesional más exquisita que jamás he escuchado". Recibió el nombre artístico de Llinos (la palabra galesa por la que se conoce al pardillo común) y estuvo vinculada a la sociedad cultural galesa Cymreigyddion y Fenni. Su residencia servía de lugar de encuentro de interesados en el renacimiento celta.
Falleció en 1873 y sus restos fueron enterrados en la iglesia de Cadoc, en Aberpergwm.

## Obra
Entre 1826 y 1827 recopiló varias canciones folclóricas del valle de  Neath y las publicó en un volumen complementario a la obra de Crofton Croker Irish Fairy Legends. Sus canciones serían más tarde reeditadas y publicadas en una versión resumida titulada Fairy Mythology, del escritor Thomas Keightley, quien le había solicitado a Williams que se hiciera cargo de la colección.
La cuarta edición del eisteddfod de Abergavenny en octubre de 1837 recibió el patronazgo de Augusta Hall, quien luego se convertiría en su amiga. Williams ganó el premio a la mejor colección inédita de música folclórica galesa. Su obra no pasaría por la imprenta hasta 1844, cuando se publicó con el título de The Ancient National Airs of Gwent and Morgannwg. Pese al criticismo que generó su obra, aún se la considera una de las contribuciones más importantes a la música tradicional de Gales. El libro contiene 43 canciones con palabras galesas y acompañamientos para el arpa o el piano. Asimismo, incluye notas sobre las canciones y una lista de personas que recibieron copias impresas de la obra, lo que arroja luz sobre la popularidad del género en la época . El libro ha sido reeditado un par de veces por la Sociedad del Canto Folclórico de Gales, con una introducción contemporánea y comentarios de Daniel Huws. Si bien el libro de Williams incluye varias canciones, las más conocidas son Y Deryn Pur (La dulce paloma) y Y Ferch o'r Sger (La dama de Sker).

## Recepción
Lucy Broadwood (1858-1929), presidenta y mentora de la Sociedad del Canto Folclórico de Inglaterra y una de las primeras coleccionistas de canciones folclóricas celtas, arremetió contra varios folcloristas de la época al considerar que entre 1800 y 1850 hubo en Gales, así como en el resto del Reino Unido, "una gran cantidad de canciones "tradicionales" y "druidas" que se publicaron sin que hubiera investigación previa". No obstante, señaló que Williams fue una de las únicas dos personas en Gran Bretaña que podrían considerarse una excepción a la regla. Williams, por su parte, escribió en la introducción a su libro: "Estas canciones se dieron del mismo modo que se...obtuvieron,...en su estado salvaje y original; no se ha adornado la melodía, y las palabras que las acompañan son las mismas que se cantaron en su día".